# Neotrichia orejona
Neotrichia orejona is een schietmot uit de familie Hydroptilidae. De soort komt voor in het Neotropisch gebied.